# Chionanthus
Genre
Classification phylogénétique
Chionanthus est un genre de plantes à fleurs de la famille des Oleaceae. Étymologiquement, Chionanthus signifie « fleur de neige » qui évoque la floraison blanche et abondante de ces plantes. Ce genre d'arbres et arbustes à la vaste distribution à l'origine dans des zones tropicales et intertropicales présente trois espèces ayant gagné des régions tempérées (C. retusus l'Asie de l'Est et les deux autres C. virginicus et C. henryae, l'est de l'Amérique du Nord). C. retusus et C. virginicus sont appelés « arbres de neige » ou « arbres à neige » également « arbres des neiges », et sont souvent cultivés.
Les feuilles sont opposées, simples et entières ; la plupart des espèces des régions chaudes possèdent des feuilles persistantes, elles sont caduques chez les trois espèces plus nordiques.

## Taxonomie
L'analyse phylogénétique des Oleinae montre que genre Chionanthus est lourdement polyphylétique dans sa conception traditionnelle, et nécessitait de profonds changements taxonomiques,,,,.
L'espèce type, Chionanthus virginicus L. 1753 est très isolée phylogénétiquement, de sorte que les espèces néotropicales doivent en être séparées dans les genres Mayepea Aubl. 1775 et Linociera Sw. ex Schreb. 1791.

## Liste d'espèces
- Chionanthus virginicus var. virginicus L.
- Chionanthus axilliflorus (Griseb.) Stearn
- Chionanthus broomeana (Horner ex Oliver) A.J.Scott
- Chionanthus compactus Sw.
- Chionanthus domingensis Lam.
- Chionanthus henryae H.L.Li
- Chionanthus holdridgei (Camp & Monachino) Stearn
- Chionanthus ligustrinus (Sw.) Pers.
- Chionanthus pygmaeus Small
- Chionanthus retusus Lindl. & Paxton
- Chionanthus virginicus L.